# Јесења изложба УЛУС-а (2001)
Јесења изложба УЛУС-а (2001) је трајала од 8. новембра до 1. децембра 2001. године. Изложба је одржана у галеријском простору Удружења ликовних уметника Србије, односно у Уметничком павиљону "Цвијета Зузорић", као и у Галерији централног клуба дома Војске Југославије, где је изложба приказана у периоду од 8. до 18. новембра. Изложба је имала три целине–град, ђубриште, замак, по истоименој књизи Леонида Шејке. Плакат за ову изложбу израдио је Жељко Комосар. 

## Излагачи
1. Ђорђе Арнаут
2. Радислав Вучинић
3. Бранимир Карановић
4. Зоран Марјановић
5. Бранко Павић
6. Александар Рафаиловић
7. Томислав Тодоровић
8. Исак Аслани
9. Жарко Бјелица
10. Божидар Бабић
11. Ненад Брачић
12. Александар Ђурић
13. Радомир Кундачина
14. Никола Шиндик
15. Зоран Гребенаревић
16. Жељка Момиров
17. Мирон Мутаовић
18. Саво Пековић
19. Рајко Попивода
20. Миодраг Протић
21. Слободан Трајковић
22. Војна Баштовановић
23. Јелена Блечић
24. Габриела Васић
25. Светлана Волиц
26. Предраг Вукићевић
27. Милован Даговић
28. Горан Десанчић
29. Снежана Грозданић
30. Милица Жарковић
31. Синиша Жикић
32. Драган Соле Јовановић
33. Добрица Кампарелић
34. Мирољуб Филиповић
35. Славенка Ковачевић-Томић
36. Зоран Круљ
37. Славко Крунић
38. Бранислав Марковић
39. Бојана Максимовић
40. Бранка Марић
41. Љиљана Мартиновић
42. Небојша Милошевић
43. Лепосава Милошевић-Сибиновић
44. Миодраг Млађовић
45. Пепа Пашћан
46. Небојша Пилиповић
47. Ставрос Поптсис
48. Владимир Ристивојевић
49. Селимир Селаковић
50. Драгана Скорић
51. Саша Стојановић
52. Небојша Стојковић
53. Милан Тепавац
54. Зоран Тешановић
55. Нина Тодоровић